# Diarmait mac Tommaltaig
Diarmait mac Tommaltaig (mort en 833) est un roi de Connacht issu des Uí Briúin Aí une branche Connachta. Il est l'arrière petit-fils de Indrechtach mac Muiredaig Muillethan (mort en 723), un précédent souverain. La mort de son père Tommaltach mac Murgail en 774 est relevée par les annales dans lesquelles il est dénommé roi de Mag nAi. Il succède à son frère Muirgius mac Tommaltaig (mort en 815). Il appartient au sept Síl Muiredaig des Uí Briúin et règne de 815 à 833,.

## Règne
Son frère était un roi vigoureux qui a établi pendant son règne avec succès la suprématie régionale du Connacht. Diarmait est confronté à une forte opposition lors de sa succession. En 816 il défait les Uí Fiachrach Muaidhe une dynastie rivale de l'actuel comté de Mayo qui avait détenu la royauté jusqu'en 773 et met à sac Foibrén dans la région des Grecraige une peuplade sujette des Uí Fiachrach Muaidhe. Les annales soulignent que de nombreuses personnes périssent lors de cette attaque.
Ensuite en 818, il impose son autorité sur Uí Maine la troisième entité principale du Connacht établie dans l'actuel comté de Galway et le sud de celui de Roscommon en remportant une victoire lors de la bataille de Forath dans le domaine des Delba Nuadat un peuple sujet des Uí Maine dans le sud du comté de Roscommon. Leur chef Cathal mac Murchada est tué. Máel Cothaid mac Fogartaig du sept Síl Cathail des Uí Briúin est mentionné avec Diarmait comme l'un des vainqueurs de la bataille et ils sont tous deux dénommés « Roi des Uí Briúin », ce qui implique que Diarmait devait avoir partagé le pouvoir avec un co-régent.
En 822 Diarmait défait des rivaux parmi les Uí Briúin lors de la bataille de Tarbga. Dúnchad fils de Maenach, et Gormgal fils de Dúnchad sont tués. Lors de cette bataille les Uí Maine combattent aux côtés de Diarmait. Les annales relèvent une autre bataille entre les Connachta en 824 dans laquelle « beaucoup d'hommes tombent ». On n'enregistre plus ensuite dans les annales d'opposition à la souveraineté de Diarmait.
En 818 l'évêque d'Armagh, Artrí mac Conchobor, se rend au Connacht avec les reliques de Saint Patrick. Il y retourne en 825 et impose la loi de Patrick d'Irlande aux trois Connachta. Cette action confirme la légitimité de la souveraineté de Diarmait.
En 829 l'Ard ri Erenn Conchobar mac Donnchada (mort en 833), avec les Hommes de Mide (Meath), attaquent le Connacht et défont les Connachta lors d'une bataille. En 830, le roi de Munster, Feidlimid mac Crimthain (mort en 847), envahit et ravage le domaine les Uí Briúin Seóla dans le sud. Cette action semble liée à une alliance de courte durée entre ces deux rois habituellement en opposition constante. Diarmait mac Tommaltaig meurt en 833 et il a comme successeur son neveu Cathal mac Muirgiusso.

## Sources
- (en) Francis John Byrne, Irish Kings and High-Kings, Londres, Batsford, 1973 (ISBN 0-7134-5882-8)
- (en) T.W Moody, F.X. Martin, F.J. Byrne A New History of Ireland IX Maps, Genealogies, Lists. A companion to Irish History part II . Oxford University Press réédition 2011  (ISBN 9780199593064) Kings of Connacht to 1224 p. 138.
- (en) Donnchadh Ó Corráin, Ireland before the Normans, Dublin, Gill & Macmillan, 1972